# Hirebegur, Chamarajanagar
Hirebegur là một làng thuộc tehsil Chamarajanagar, huyện Chamarajanagar, bang Karnataka, Ấn Độ.